# 让·比罗

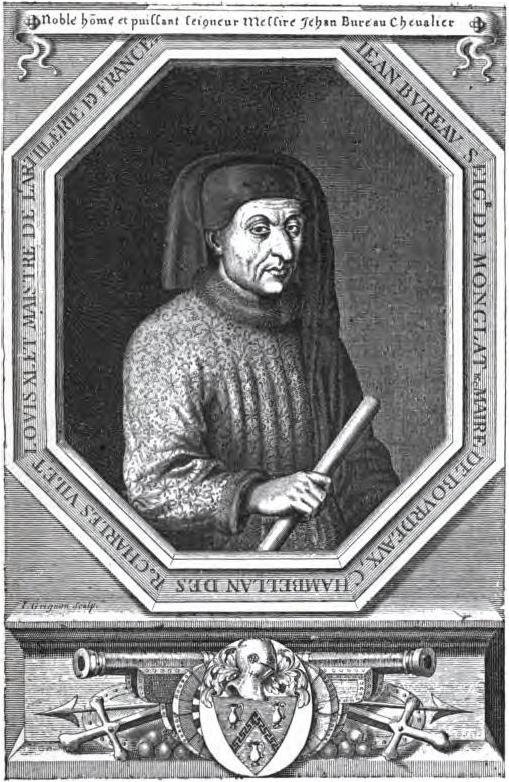
讓·比羅

比羅的徽章

讓·比羅 （法語：Jean Bureau，約1390年—1463年），是英法百年戰爭後期的一位法軍炮兵指揮官。他和他的哥哥加斯帕為法軍建立起當時代世界上最具威脅性的火炮部隊。比羅作為一名頂尖炮手服務於法王查理七世手下，他最輝煌的戰績集中在1449–1450年間的諾曼第戰役。比羅的火炮支援協助法軍占領鲁昂、阿夫勒尔、翁弗勒尔，並且支援福爾米尼戰役。1453年比羅領導的部隊為法軍在卡斯蒂永战役打下決定性的戰果，為法軍帶來百年戰爭的最終勝利。

## 早年與事業
讓·比羅出生於法國香檳的瑟穆瓦讷，為商人西蒙·比羅及其妻埃萊娜的次子。1420年，他因為律師的工作搬到巴黎。在英國貝德福德公爵控制巴黎的期間，他在夏特勒擔任法律官員。
讓·比羅被人形容為「有數理腦袋的完美主義者」，以及「懂得發揮原始武器最大潛能，充滿想像力的工程師」。比羅很可能因為其商業潛能學到了火炮貿易。比羅兄弟正好受益於1420年代晚期的技術改革。火藥可以發揮更大的威力，給予投射物更快的飛行速度，且不需要在戰場上就地調製。同時間，鑄造技術的改革可以打造出更堅固的炮筒，減少炸裂的風險。
1434年，比羅兄弟向查理七世提供服務，並宣稱他們是火炮專家。讓被任命為法軍射手總管，加斯帕則被任命為炮兵主管。1439年，讓成為法軍火炮部隊的頂尖炮手。讓在1436年也被任命為巴黎出纳官，1443年成為法國財務秘書，1448年成為拉羅歇爾市長。
比羅兄弟的火炮部隊為法軍帶來立即性的影響，幫助法軍攻下蒙特羅(1437)、莫城(1439)、圣日耳曼昂莱 (1440)、以及蓬图瓦兹 (1441)，並且在1440年協助查理七世鎮壓布拉格里叛亂。

## 百年戰爭晚期
圖爾條約作為法國和英國的停戰協定，終止於1449年。查理七世對法國北部的諾曼第地區發動收復戰役。比羅以火炮進行炮擊支援，協助奪下盧昂(1449年10月)，哈弗勒爾(1449年12月)、翁弗勒爾(1450年1月)與弗雷努瓦(1450年1月)。為了確保可以持續對英軍控制的瑟堡進行炮擊，比羅兄弟將火炮布置於海岸側的高水位線之下，放任火炮在漲潮時被海水淹沒，並在退潮後繼續炮擊。
1450年4月15日，波旁公爵率領的法軍部隊與英軍前來解圍的部隊在福爾米尼發生衝突。法軍最初嘗試對英軍陣地發動衝鋒，但被英國長弓兵擊退。比羅兄弟接著讓兩門火炮 (很可能是兩門後膛裝蛇砲)上前對英軍陣地密集轟炸。由於火炮的射程比長弓更遠，對英軍造成嚴重的打擊。但法軍沒能有效保護火炮，使英軍能夠發動衝鋒並擄獲火炮。法軍的騎兵在當日稍晚抵達增援確保了法方的勝利。
1451年，比羅兄弟加入法軍對法國西南部加斯科涅的入侵，並有效協助法軍奪回多座城市，包含在該年六月投降的波爾多。讓·比羅在同年八月被任命為波爾多市長，但當地居民起兵反抗他們的新統治者，並邀請英國回歸統治。1452年10月，英國舒茲伯利伯爵約翰·塔爾博特率領3000英軍重奪波爾多，並在數個月間重新控制加斯科涅大部分地區。
1453年春季，法國發動收復加斯科涅的戰役。讓·比羅領導7000人的部隊圍攻波爾多東邊的卡斯蒂永。他在城鎮周邊建立了配有300門火炮且加固防禦的火炮陣地。他記取了福爾米尼戰役中火炮遭到奪取的教訓，他指派弓箭部隊潛藏在陣地旁邊的樹林中保護火炮免於遭奪。塔爾博特帶領解圍部隊在7月17日抵達，擊潰比羅的弓箭部隊。錯認法軍正在撤退，他對法軍陣地發動攻擊，卻遭到比羅的火炮重挫。塔爾博特的馬被炮彈擊中，而他本人在不久被法軍士兵殺害。
比羅繼續向波爾多推進，配置250門火砲包圍城市。經過10週的圍城，波爾多派出代表向查理七世提出有條件投降。比羅對他的炮陣很有自信，告訴國王：「我以我的性命起誓，只要給我幾日，我便能搗毀整座城市。」代表團聽到比羅的宣言，只好接受查理七世的嚴苛條件。而波爾多的控制權在1453年10月19日交給法國。

## 晚年
戰後，讓·比羅受封為爵士，在1461年受封為騎士。查理七世的兒子暨繼承人路易十一世解散了他父親多數的宮廷成員，但比羅兄弟仍持續擔任路易的顧問。讓·比羅於1463年逝世。